# Anourosorex schmidi
Anourosorex schmidi is een zoogdier uit de familie van de spitsmuizen (Soricidae). De wetenschappelijke naam van de soort werd voor het eerst geldig gepubliceerd door Petter in 1963.